# Lactarius corrugis
Lactarius corrugis es una especie de hongo de la familia Russulaceae. Fue descrita por primera vez por el micólogo estadounidense Charles Horton Peck en 1879.